# Martin McCrudden
Martin McCrudden (* 2. Februar 1980) ist ein ehemaliger irischer Snookerspieler, der viermal die irische Snooker-Meisterschaft gewinnen konnte.

## Karriere
McCrudden kommt ursprünglich aus Kildare. Sein Trainingsort war lange Zeit ein Snookerclub in Celbridge im County Kildare. Später wurde er von PJ Nolan im County Carlow trainiert. 1995 wurde McCrudden zunächst irischer Vize-Meister der U19, ehe er in den folgenden Jahren mit gewissem Erfolg an mehreren internationalen Juniorenturnieren teilnahm. 2001 gewann er gegen Brendan O’Donoghue die irische Snooker-Meisterschaft der Herren. Zu jener Zeit galt er als die Hoffnung des irischen Snookers. Hinter dieser Erwartungshaltung blieb McCrudden in den folgenden Jahren etwas zurück, obgleich er zu einem der führenden Spieler Irlands wurde. Bei der irischen Meisterschaft kam er so regelmäßig in die finalen Runden, wurde 2003 auch Vize-Meister. Bei den internationalen Turnieren stellten sich mitunter ebenfalls Erfolge ein, so erreichte er bei der Europameisterschaft 2005 und bei der Europameisterschaft 2007 jeweils das Viertelfinale. Des Weiteren wurde er 2005 und 2006 zur professionellen Irish Professional Championship eingeladen und konnte dort im ersten Jahr direkt das Viertelfinale erreichen.
In den folgenden Jahren konnte McCrudden sein Niveau halten. In Irland folgten 2009, 2010 und 2014 drei weitere Meistertitel, 2012 wurde er zudem Vize-Meister. Auf internationaler Ebene konnte er unter anderem das Viertelfinale der Amateurweltmeisterschaften 2008 und 2010 erreichen. Weniger Erfolg hatte er 2009 bei der Pontin’s International Open Series und 2010 bei einer Teilnahme am fünften Event der Players Tour Championship 2010/11. 2014 versuchte er sein Glück bei der Q School, und wenngleich er auch nicht einen der ausgelobten Qualifikationsplätze ergattern konnte, reichten seine Ergebnisse aus, um als Amateur während der Saison 2014/15 mehrfach zu professionellen Turnieren eingeladen zu werden. Bei diesen Gelegenheiten gewann er aber kein einziges Spiel. Derweil schnitt er bei der irischen Meisterschaft 2015 vergleichsweise schlecht ab und zog sich danach vom Snooker größtenteils zurück. 2021 bahnte sich eine Rückkehr McCruddens zum internationalen Snooker im Rahmen der World Seniors Tour an, doch die bereits zugesagten Spiele trat der Ire schlussendlich nicht an.

## Erfolge
| Ausgang         | Jahr | Turnier                       | Finalgegner        | Ergebnis |
| --------------- | ---- | ----------------------------- | ------------------ | -------- |
| Amateurturniere |      |                               |                    |          |
| Zweiter         | 1995 | Irische U19-Meisterschaft     | Rodney Goggins     | 1:3      |
| Sieger          | 2001 | Irische Snooker-Meisterschaft | Brendan O’Donoghue | 8:5      |
| Zweiter         | 2003 | Irische Snooker-Meisterschaft | Brendan O’Donoghue | 5:8      |
| Sieger          | 2009 | Irische Snooker-Meisterschaft | David Hogan        | 8:6      |
| Sieger          | 2010 | Irische Snooker-Meisterschaft | Vincent Muldoon    | 8:6      |
| Zweiter         | 2012 | Irische Snooker-Meisterschaft | Vincent Muldoon    | 5:10     |
| Sieger          | 2014 | Irische Snooker-Meisterschaft | Michael Judge      | 7:3      |